# Elezioni comunali in Abruzzo del 2005
Le elezioni comunali in Abruzzo del 2005 si sono svolte il 3 e 4 aprile (con ballottaggio il 17 e 18 aprile).

## Riepilogo sindaci eletti
Coalizione di centro-sinistra
     Commissario prefettizio
| Provincia | Comune | Popolazione legale (censimento 2001) | Sindaco uscente | Sindaco uscente | Sindaco eletto | Sindaco eletto       | Primo turno | Primo turno | Secondo turno | Secondo turno | Seggi   |
| Provincia | Comune | Popolazione legale (censimento 2001) | Sindaco uscente | Sindaco uscente | Sindaco eletto | Sindaco eletto       | Voti        | %           | Voti          | %             | Seggi   |
| --------- | ------ | ------------------------------------ | --------------- | --------------- | -------------- | -------------------- | ----------- | ----------- | ------------- | ------------- | ------- |
| Chieti    | Chieti | 52 486                               |                 | Andrea Gentile  |                | Francesco Ricci (DL) | 17 331      | 46,36       | 19 968        | 64,29         | 24 / 40 |

## Provincia di Chieti

### Chieti
| Candidati                       | Candidati                  | II turno             | II turno           | I turno | I turno | Liste                                                    | Voti   | %     | Seggi |
| Candidati                       | Candidati                  | Voti                 | %                  | Voti    | %       | Liste                                                    | Voti   | %     | Seggi |
| ------------------------------- | -------------------------- | -------------------- | ------------------ | ------- | ------- | -------------------------------------------------------- | ------ | ----- | ----- |
|                                 | Francesco Ricci ✔️ Sindaco | 19 968               | 64,29              | 17 331  | 46,36   | Democratici di Sinistra                                  | 4 841  | 14,02 | 8     |
| La Margherita                   | Francesco Ricci ✔️ Sindaco | 19 968               | 64,29              | 17 331  | 46,36   | 4 143                                                    | 12,00  | 7     |       |
| Città del Domani                | Francesco Ricci ✔️ Sindaco | 19 968               | 64,29              | 17 331  | 46,36   | 2 562                                                    | 7,42   | 4     |       |
| Rifondazione Comunista          | Francesco Ricci ✔️ Sindaco | 19 968               | 64,29              | 17 331  | 46,36   | 1 589                                                    | 4,60   | 2     |       |
| Socialisti Democratici Italiani | Francesco Ricci ✔️ Sindaco | 19 968               | 64,29              | 17 331  | 46,36   | 1 095                                                    | 3,17   | 2     |       |
| Italia dei Valori               | Francesco Ricci ✔️ Sindaco | 19 968               | 64,29              | 17 331  | 46,36   | 716                                                      | 2,07   | 1     |       |
| Totale liste                    | Francesco Ricci ✔️ Sindaco | 19 968               | 64,29              | 17 331  | 46,36   | 14 946                                                   | 43,29  | 24    |       |
|                                 | Enrico Rispoli             | 11 089               | 35,71              | 9 460   | 25,31   | Forza Italia                                             | 4 149  | 12,02 | 3     |
| Alleanza Nazionale              | Enrico Rispoli             | 11 089               | 35,71              | 9 460   | 25,31   | 3 257                                                    | 9,43   | 3     |       |
| Democrazia Cristiana            | Enrico Rispoli             | 11 089               | 35,71              | 9 460   | 25,31   | 1 199                                                    | 3,47   | 1     |       |
| Seggio di coalizione            | Seggio di coalizione       | Seggio di coalizione | 35,71              | 9 460   | 25,31   | 1                                                        |        |       |       |
| Totale liste                    | Enrico Rispoli             | 11 089               | 35,71              | 9 460   | 25,31   | 8 605                                                    | 24,93  | 7     |       |
|                                 | Emanuele Buracchio         | Emanuele Buracchio   | Emanuele Buracchio | 4 104   | 10,98   | Lista per Chieti                                         | 4 533  | 13,13 | 3     |
| Seggio di coalizione            | Seggio di coalizione       | Seggio di coalizione | Emanuele Buracchio | 4 104   | 10,98   | 1                                                        |        |       |       |
|                                 | Raffaele Di Felice         | Raffaele Di Felice   | Raffaele Di Felice | 3 868   | 10,35   | Unione dei Democratici Cristiani e Democratici di Centro | 1 498  | 4,34  | 1     |
| Popolari UDEUR                  | Raffaele Di Felice         | Raffaele Di Felice   | Raffaele Di Felice | 3 868   | 10,35   | 1 362                                                    | 3,95   | 1     |       |
| Città Libera                    | Raffaele Di Felice         | Raffaele Di Felice   | Raffaele Di Felice | 3 868   | 10,35   | 782                                                      | 2,27   | 1     |       |
| Patto per Chieti                | Raffaele Di Felice         | Raffaele Di Felice   | Raffaele Di Felice | 3 868   | 10,35   | 224                                                      | 0,65   | –     |       |
| Seggio di coalizione            | Seggio di coalizione       | Seggio di coalizione | Raffaele Di Felice | 3 868   | 10,35   | 1                                                        |        |       |       |
| Totale liste                    | Raffaele Di Felice         | Raffaele Di Felice   | Raffaele Di Felice | 3 868   | 10,35   | 3 866                                                    | 11,20  | 3     |       |
|                                 | Giustino Angeloni          | Giustino Angeloni    | Giustino Angeloni  | 1 133   | 3,03    | Alternativa Sociale                                      | 870    | 2,52  | –     |
|                                 | Antonio Rocci              | Antonio Rocci        | Antonio Rocci      | 716     | 1,92    | Progetto Chieti                                          | 692    | 2,00  | –     |
|                                 | Vito Giardinelli           | Vito Giardinelli     | Vito Giardinelli   | 698     | 1,87    | Chieti Futura                                            | 953    | 2,76  | –     |
|                                 | Annamaria Vero             | Annamaria Vero       | Annamaria Vero     | 73      | 0,20    | Sogno Italiano                                           | 58     | 0,17  | –     |
| Totale                          | Totale                     | 31 057               | 100                | 37 383  | 100     |                                                          | 34 523 | 100   | 40    |
|                                 |                            |                      |                    |         |         |                                                          |        |       |       |
| Schede bianche                  | Schede bianche             | 279                  | 0,88               | 515     | 1,32    |                                                          |        |       |       |
| Schede nulle                    | Schede nulle               | 499                  | 1,57               | 981     | 2,52    |                                                          |        |       |       |
| Votanti                         | Votanti                    | 31 835               | 66,30              | 38 879  | 80,97   |                                                          |        |       |       |
| Elettori                        | Elettori                   | 48 014               |                    | 48 014  |         |                                                          |        |       |       |
|                                 |                            |                      |                    |         |         |                                                          |        |       |       |
| Fonte: Ministero dell'interno   |                            |                      |                    |         |         |                                                          |        |       |       |